# 直観讀みブックマーカー
直観讀みブックマーカー（ちょくかんよみブックマーカー）とは、偶然性や意外性による、意識しないところで、読書の道徳的、理性的な特性を、グループで楽しみ、その場で出逢った言葉によって、本の栞を作るという、知的なゲームをいう。2013年にコモンズデザイナーの陸奥賢によって考案されたコモンズ・デザイン・プロジェクトである。ブックマーカーのデザインは竹岡寛文による。

## 作り方
1. メンバーが場に集まる。場は、図書館、カフェ、公園や、会社・家庭など、どんな場でも構わない。メンバーは、その場で「直観讀み」をしたい本を持って集まる。召集の際に、テーマを設けてもよい。
2. 持ち寄った本をお互いに交換して選ぶ（自分で持参した本は用いない。必ず他のメンバーの本と交換する。）目を瞑り、ページを選ぶ。そのページで、目についた文章（箴言）を「ブックマーカー」に書き出す。この時、本の「書名」「著者名」「選者名」「日付」も同様に記入する。「直観讀みブックマーカー」の完成。
3. 各自で、作成した「直観讀みブックマーカー」について、なぜ、その文章を選んだのか、とか、どこに惹きつけられたのかとか、語り合う。皆で感想などを話し合う。
4. 話し合いが終わったら終了。「直観讀みブックマーカー」は各自持ち帰る。栞として、読書の際に用いるなどすることができる。

なお、使用するブックマーカーは、公式サイトからPDFデータをダウンロードして印刷することができる（A4サイズ。厚紙90g～135gでの印刷を推奨）。